# 鮎川弥一
鮎川 弥一（あゆかわ やいち、1923年6月1日 - 1991年11月30日）は、日本の実業家。テクノベンチャー創業者。

## 生涯
山口県出身。旧制成蹊高等学校、東京帝国大学農学部農芸化学科を卒業。日本冷蔵（現・ニチレイ）に入社後、食品化学研究のためフルブライト留学生として渡米。マサチューセッツ工科大学大学院博士課程修了。日本人として戦後初の博士の称号を受ける。
帰国後は食品会社クノールの元親会社で、多国籍総合食品化学会社のCPC(現・Ingredion)に入社し、同社極東代表及び同子会社・日本CPC会長に就任。また、父・鮎川義介が設立した中小企業助成会を再編し、1974年にテクノベンチャー株式会社として改称して、代表取締役社長に就任。MITの終身理事をはじめ、各国の企業の取締役を務めるなど、世界に広がる人脈やネットワークを活かしベンチャー企業育成に力をいれた。
スウェーデン王立科学アカデミー外国人会員。
東京青年商工会議所（現・東京青年会議所）の発足に参画。発足当初のチャーター・メンバー48名のひとりとなる。
1991年11月30日死去。68歳没。墓所は多磨霊園。

## 親族
- 実父：鮎川義介 - 日産コンツェルン創始者
- 実弟：鮎川金次郎 - 元参議院議員
- 実子：鮎川純太 - テクノベンチャー会長
- 岳父：三谷隆信 - 元侍従長
- 義兄：西園寺不二男 - 元日産興業社長
- 義弟：瀬木庸介 - 博報堂元社長
- 又従兄弟：豊田章一郎 - トヨタ自動車名誉会長